# Володимир-Волинський цукровий завод
Володимир-Волинський цукровий завод — підприємство цукрової промисловості, що діяло у 1959—2014 роках у місті Володимир.
Станом на червень 2020 року, підприємство з назвою "Відкрите акціонерне товариство «Володимир-Волинський цукровий завод» перебуває в стані припинення.

## Історія
Будівництво Володимир-Волинського цукрового заводу розпочато в четвертому кварталі 1956 року відповідно до постанови Ради Міністрів СРСР та наказу Міністерства промисловості продовольчих товарів СРСР.
Планована виробнича потужність — 25 тисяч центнерів переробки буряків на добу. Завод здано в експлуатацію 24 грудня 1960 року.
В 1961 року завод випустив 132 тисяч центнерів цукру, в 1965 році — 374 тисяч центнерів. Проектну потужність колектив освоїв у 1966 році.
У 1973—1978 рр. проведено рекострукцію: збудовано нові цехи та адміністративну споруду.

## Інфраструктура
Для працівників цукрового заводу зведено два одноповерхові гуртожитки, три житлові багатоквартирні будинки (у 1957 р.), два гуртожитки, лазня і поліклініка (у 1958 р.)

## Транспорт
Є автобусна міська система. Сюди можна потрапити маршрутами № 4, 14 (А), 15, 20.

## Директори
- Савка Марія Володимирівна — (2010—2014)